# コーヘナイト
コーヘナイト (cohenite) は、鉱物の一種。化学組成は (Fe,Ni,Co)3C、結晶系は斜方晶系。cohenite の名は、1889年にE. Weinschenk によって、スロバキア・ジリナ県で発見されたマグラ隕石から見つかったこの鉱物について最初に記述、分析した鉱物学者のエミール・コーエンに因んで名付けられた。

## 産出地
鉄隕石の中で棒状の結晶として見られる。地球上では、強い還元性環境で、自然鉄の鉱床があるような岩石の中でのみ安定に存在できる。そのような環境は、溶けたマグマが石炭の層に侵入するような、例えばグリーンランドのディスコ島やドイツのビュールのような場所に存在する。

## 性質・特徴
天然に算出する鉄炭化物鉱物である。硬く光沢がある銀色の鉱物である。

## トピックス
似たような鉄炭化物は、人工の鉄合金やセメンタイトの中で生じる。自然鉄を含む関連する鉱物としては、シュライバーサイト、トロイライト、ウスタイト等がある。